# Зара, Хинди
Хинди Зара (фр. Hindi Zahra; род. 20 января 1979) — марокканская андерграунд исполнительница фолк, соул, регги, джаз музыки, проживающая во Франции.

## Биография
Родилась в Марокко, в регионе Шавия-Уардига. Мелодии Зары трудно отнести к одному конкретному направлению.
В возрасте 14 лет она переезжает к отцу в Париж. Она собиралась учиться в колледже, но её стремление к искусству заставило её отказаться от этой цели. Ночами она создавала музыкальные произведения. Ей приходилось довольствоваться пением в хоре, подкрашивать фон в песнях рэп-исполнителей. Зара заключила[когда?] контракт с Blue Note во Франции[уточнить].
«Oursoul» — первое название её группы, появляется на волнах[стиль] в 2005. Стиль держался между народной песней и джазом. Повествование шло о разбитой надежде женщины, обреченной на брак. Первый альбом «Handmade» вышел в 2010 году.

## Дискография
- 2009 — Hindi Zahra (EP)
- 2010 — Handmade
- 2015 — Homeland

## Награды
- Дама ордена Национального вознаграждения 4 класса (2 сентября 2016 года)[3]